# François Hotman

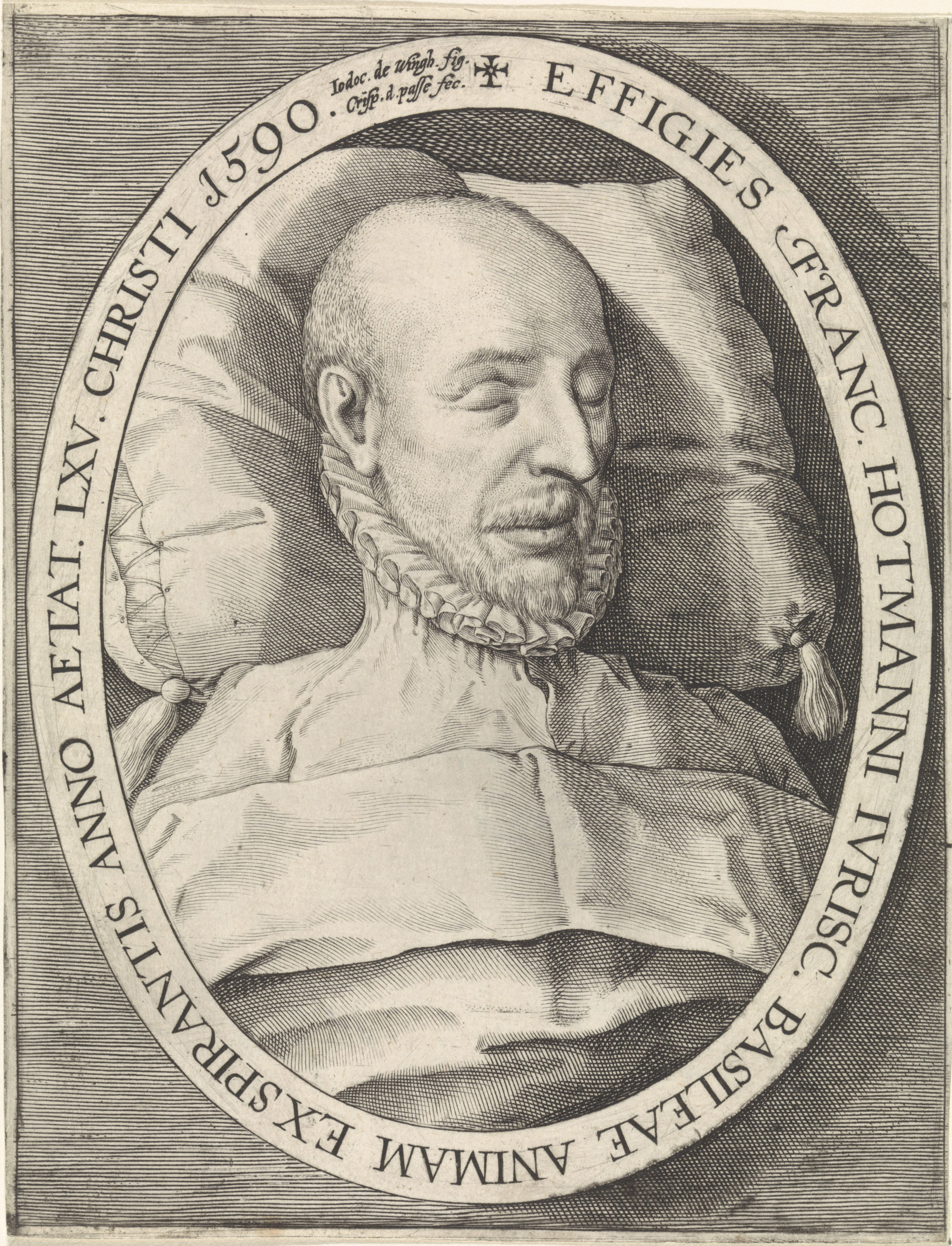
François Hotman.

François Hotman, född 23 augusti 1523, död 12 februari 1590, var en fransk rättslärd.
Hotman anslöt sig 1547 till Jean Calvins religiösa läroriktning, blev 1556 juris professor i Strasbourg, 1563 i Valence, 1567 i Bourges, flydde efter Gaspard de Colignys mord till Schweiz och blev 1578 professor i Basel. Hotman åtnjöt anseende som Frankrikes främste juridiske skriftställare under 1500-talet. Förutom politiska och religiösa stridsskrifter utgav han omfattande kommentarer till Corpus juris civilis, till Ciceros och Julius Caesars arbeten med mera. Hans Consilia utgavs 1578.